# Just Indeed
Just Indeed, född 16 juni 2005, död 2022, var en svensk varmblodig travhäst, mest känd för att ha varit Sveriges segerrikaste häst i monté. Han tränades och reds av sin tränare Linda S Hedström, aktiv vid Arena Hagmyren. Han sprang under tävlingskarriären in ca 1,2 miljoner svenska kronor på 107 starter, varav 39 segrar (36 i monté), 19 andraplatser och 11 tredjeplatser.

## Bakgrund
Just Indeed var en mörkbrun valack efter Giant Cat och under No Money No Honey (efter Sugarcane Hanover). Han föddes upp av M.Johansson Restauranger i Haga AB och ägdes av Isabel Jonsson i Vallsta. Han tränades under sin tävlingskarriär av Jörgen Westholm (2007–2009) och av Linda S. Hedström (2009–2023). Under Hedströms träning tävlade Just Indeed nästan uteslutande i monté.

## Karriär
Just Indeed tävlade mellan 2007 och 2017, och sprang in 1,2 miljoner kronor på 107 starter, varav 39 segrar, 19 andraplatser och 11 tredjeplatser. Han tog de flesta av karriärens segrar disciplinen monté, vilket gjorde honom till Sveriges segerrikaste häst i monté.

### Död
Just Indeed avled hastigt 2023.